# Romalea microptera
Romalea microptera är en insektsart som först beskrevs av Ambroise Marie François Joseph Palisot de Beauvois 1817.  Romalea microptera ingår i släktet Romalea och familjen Romaleidae. Inga underarter finns listade i Catalogue of Life.

## Bildgalleri

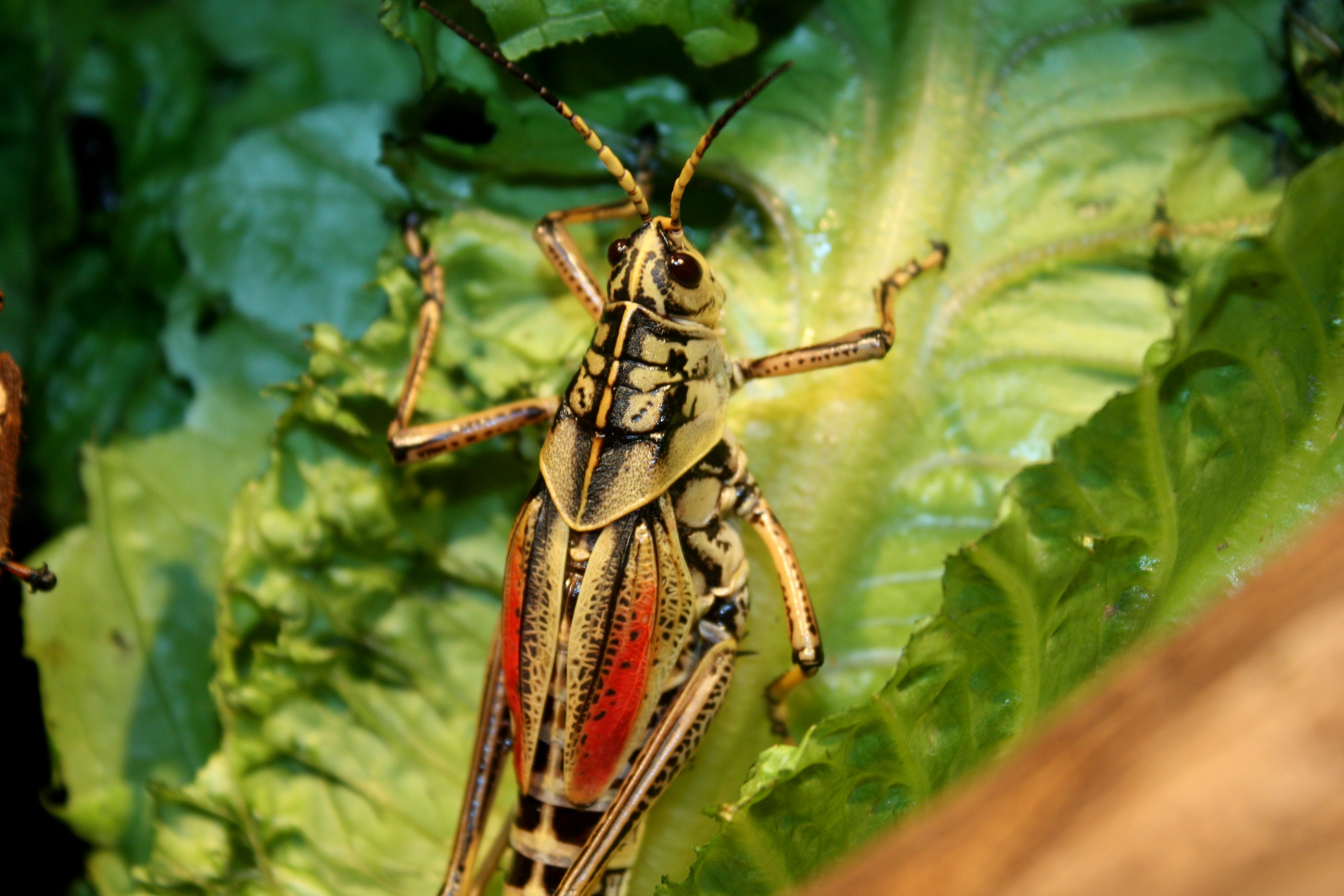
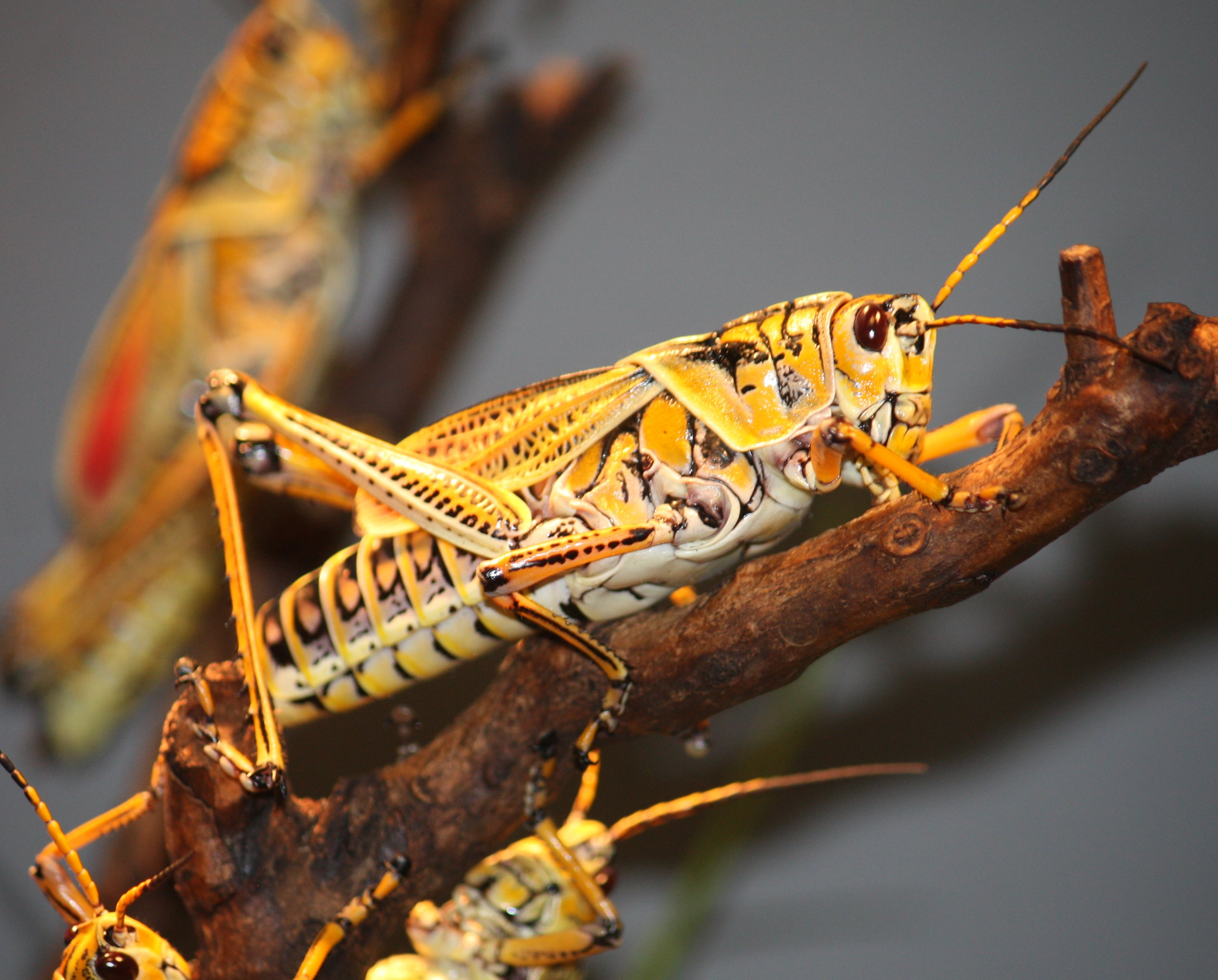
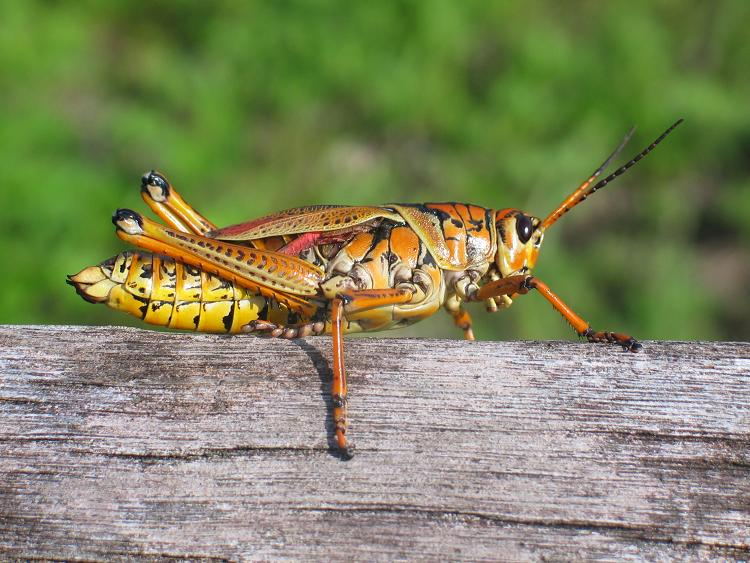
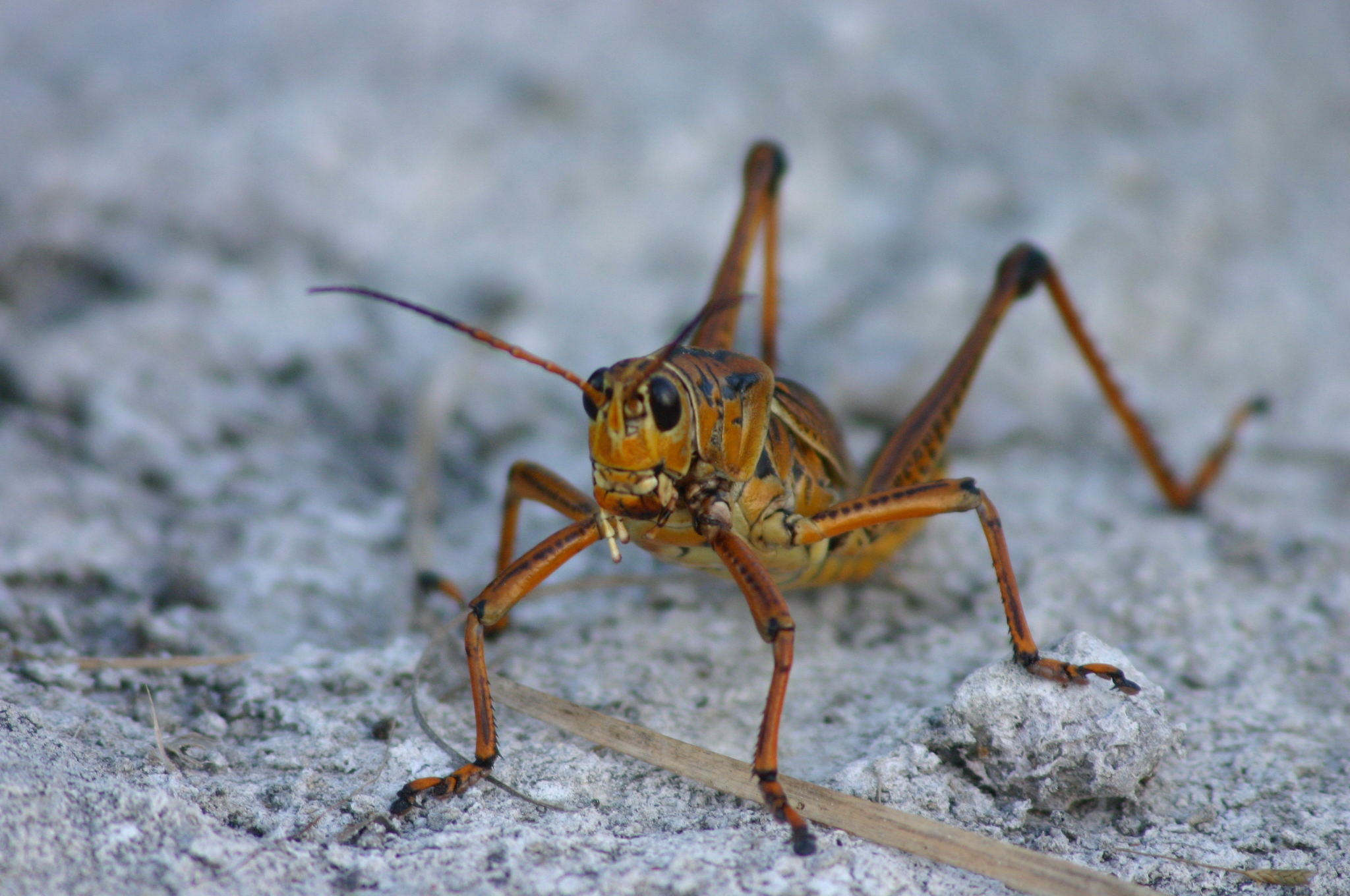
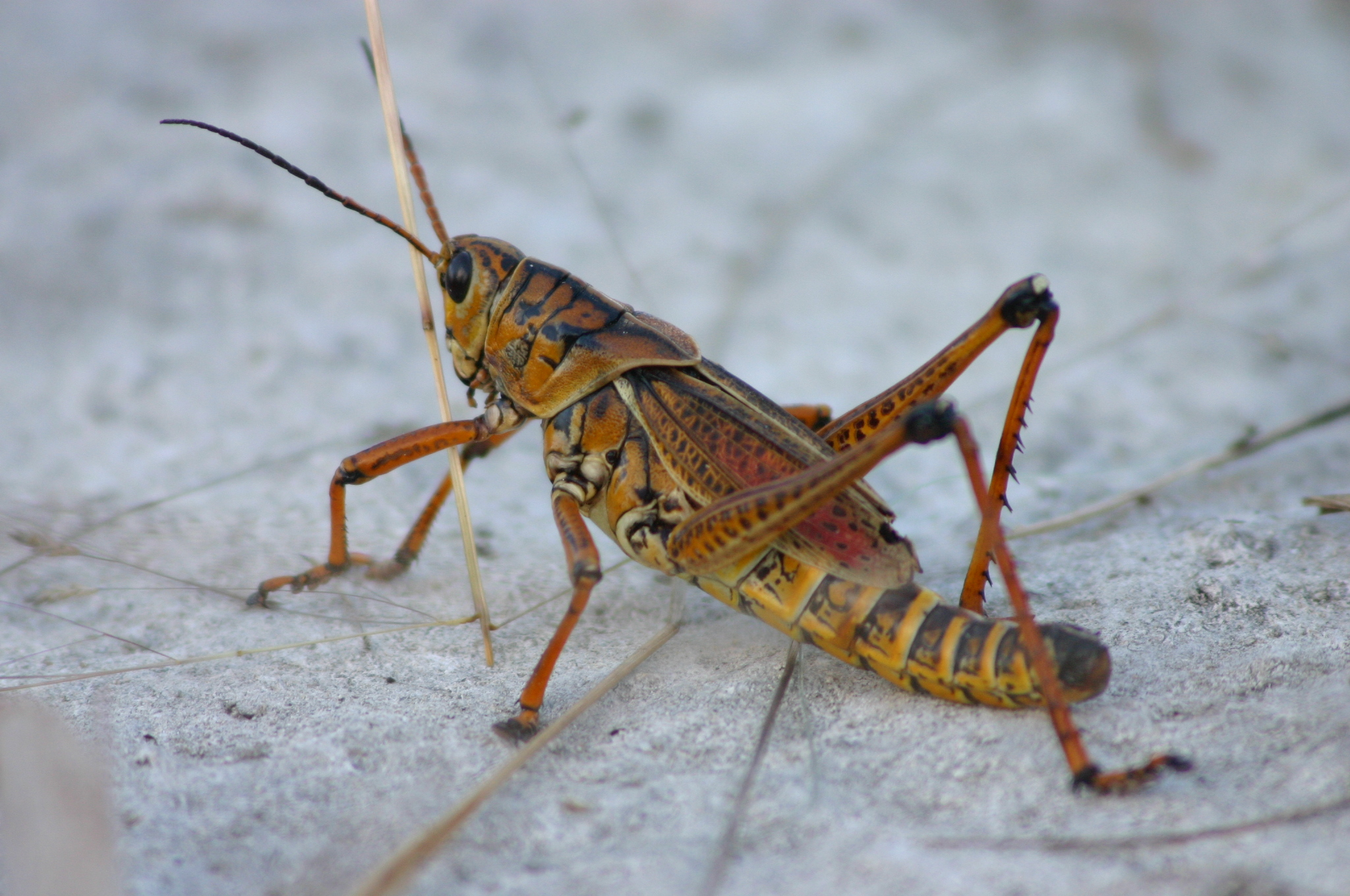
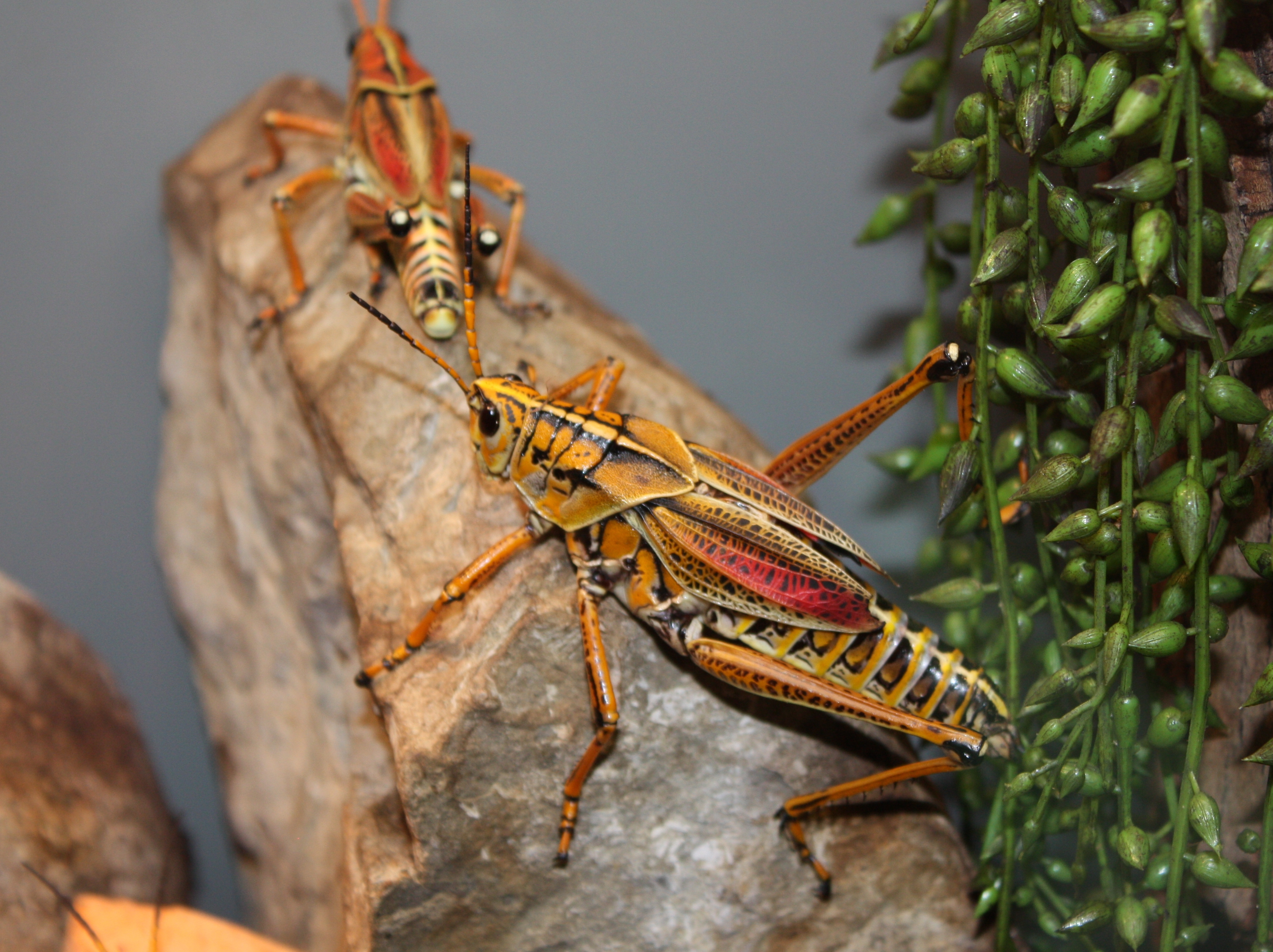